# Linda de Mol
Linda Margaretha de Mol (Hilversum, 8 juli 1964) is een Nederlands televisiepresentatrice en actrice bij Talpa en voormalig creatief directeur van televisiezender Net5. De Mol is vooral bekend geworden door programma's als Love Letters, Homerun (in Duitsland bekend als Hausfieber) en Miljoenenjacht te presenteren. Daarnaast acteerde ze in de televisieseries Gooische Vrouwen en Spangen en speelde ze de hoofdrol in de speelfilm Ellis in Glamourland uit 2004. In 2003 lanceerde ze haar eigen lifestyle-vrouwentijdschrift LINDA.

## Biografie

### Jonge jaren en begin televisiecarrière

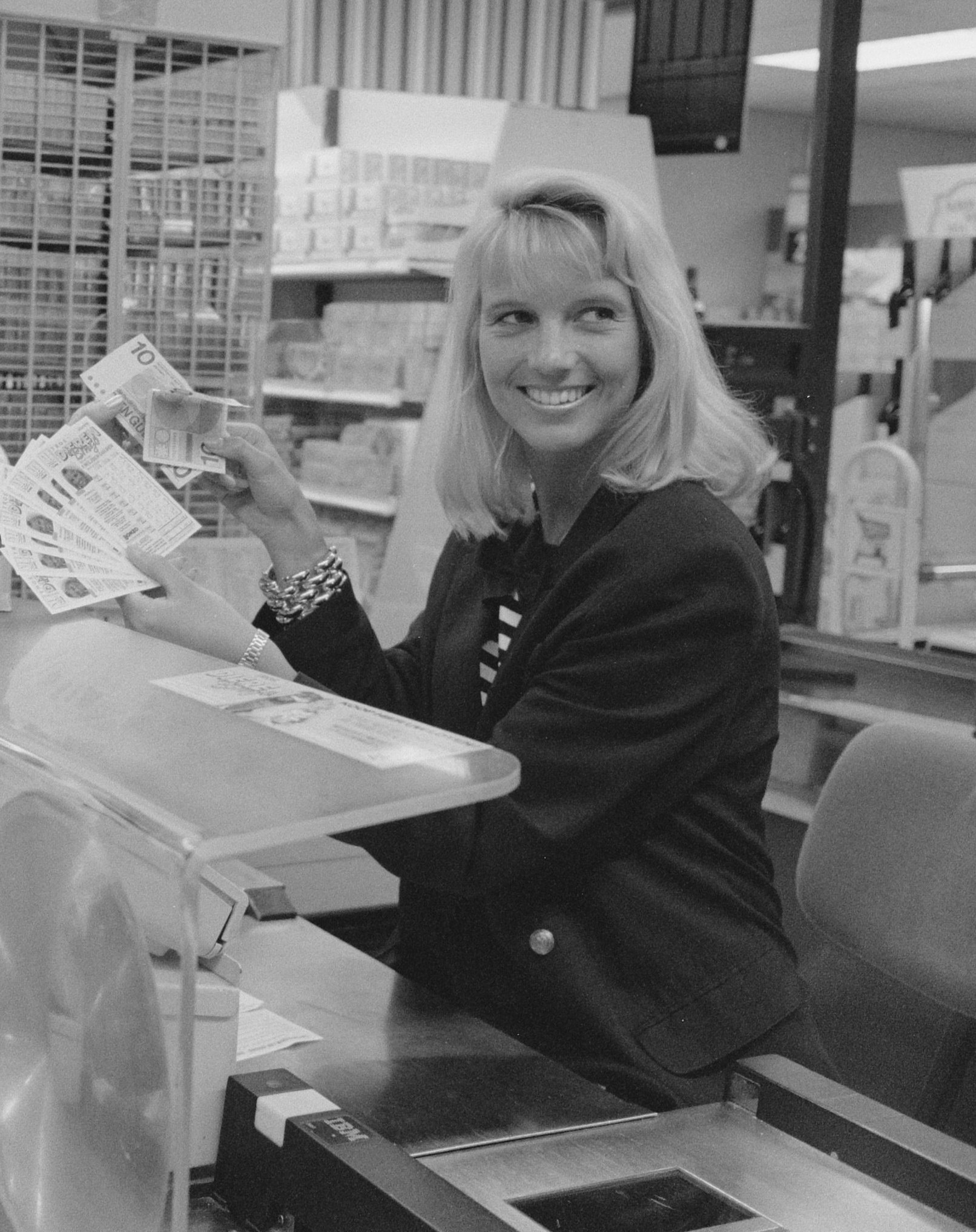
De Mol in Bussum (1989)

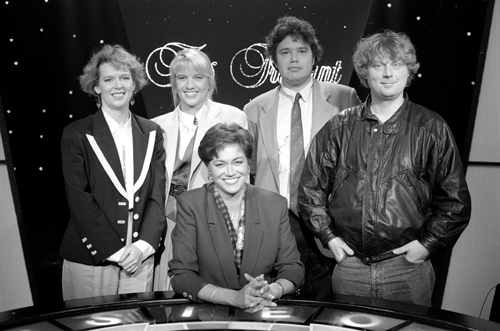
Linda de Mol in 1992 tijdens Tros Triviant

Linda de Mol werd geboren in Hilversum. Haar vader, John de Mol sr. was zanger. Als jong meisje debuteerde ze op de Nederlandse televisie door te zingen in het AVRO's kinderkoor. Daarna presenteerde ze op twaalfjarige leeftijd het AVRO-programma Wat je zegt ben je zelf. Na drie jaar rechten te hebben gestudeerd aan de Vrije Universiteit in Amsterdam, begon De Mol in 1985 met het presenteren van de The DJ Kat Show voor de televisiezender Sky Channel. In 1988 was ze enige tijd te horen als dj op het eerste commerciële radiostation Cable One dat in Nederland te ontvangen was. Ook was ze assistente van Ron Brandsteder in zijn Showbizzquiz voor de publieke omroep TROS. Tot en met 2005 presenteerde ze vele programma's voor deze omroep, waaronder Miljoenenjacht van 2000 tot en met 2005. In 2006 maakte ze als personage Nicky Spoor het laatste seizoen van Spangen vol.
Naast programma's voor de TROS presenteerde De Mol ook jarenlang programma's voor de Duitse televisie, waaronder het zeer populaire Traumhochzeit, de Duitse versie van Love Letters. In 2001 kwam zij in opspraak nadat zij een Nederlandse quizkandidaat, die de componist van het Duitse volkslied niet kende, troostte met de opmerking „Ach, het is toch een rotlied.“ Op de daaropvolgende opschudding in de Duitse pers reageerde De Mol met een verontschuldiging dat ze het niet kwetsend bedoeld had.

### Overstap naar commerciële televisie

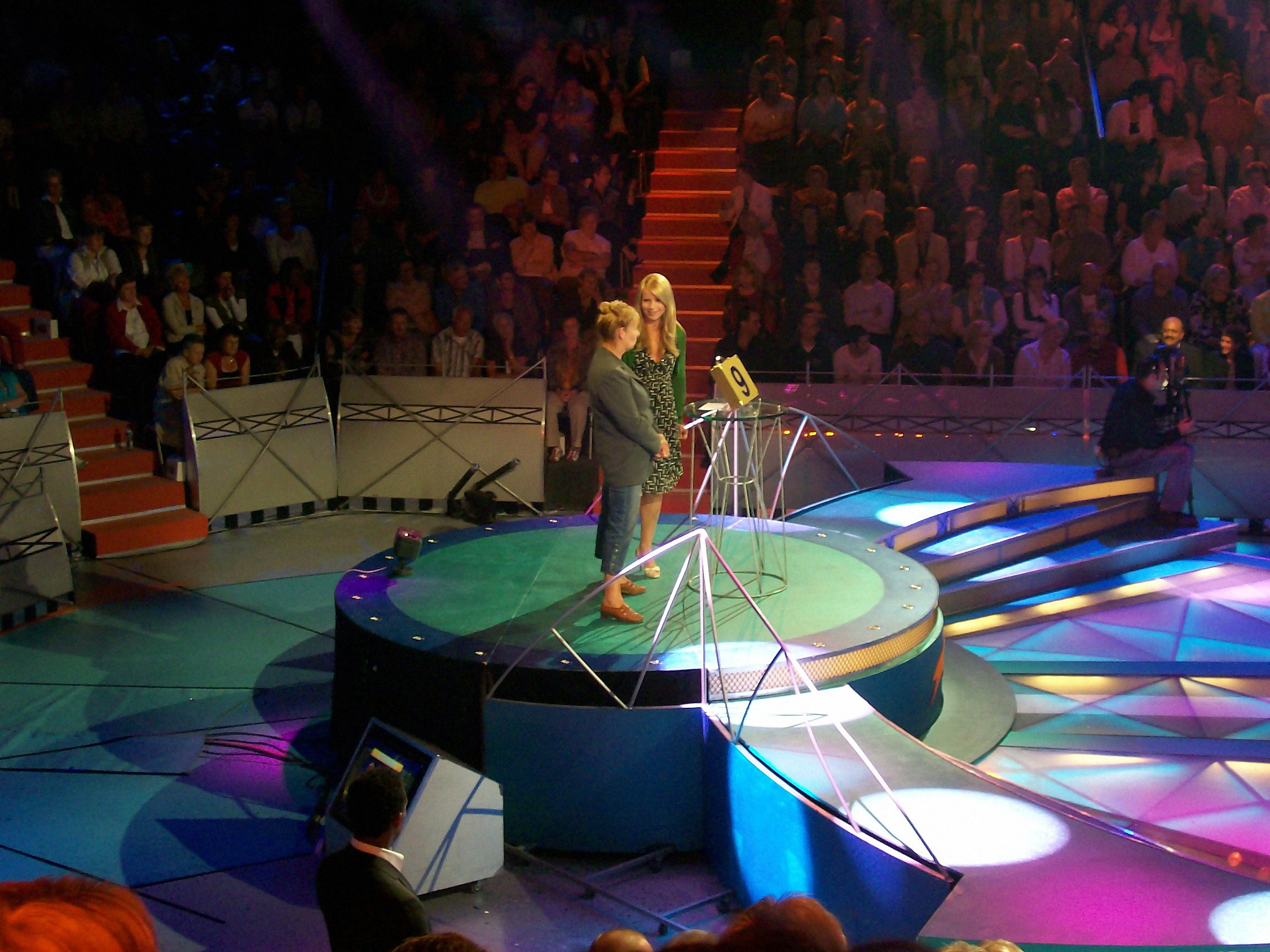
De Mol in Miljoenenjacht bij Tien (2007)

In 2006 besloot De Mol naar de nieuw te starten commerciële zender van haar broer John te gaan, Talpa (later Tien genaamd). Op Talpa ging ze weer Miljoenenjacht van de Nationale Postcode Loterij presenteren. Ook bracht ze samen met Beau van Erven Dorens een nieuw praatprogramma, Linda & Beau op Zondag, en een nieuwe door haarzelf bedachte dramaserie, Gooische Vrouwen. In 2006 was De Mol de presentatrice van een dagelijkse 32-delige quiz: De slimste. Op 26 juni 2007 werd bekend dat RTL de zender Tien ging overnemen en op dezelfde dag werd bekend dat De Mol mee ging naar RTL 4. Met haar komst naar RTL 4 verhuisden de programma's Miljoenenjacht en Gooische Vrouwen mee. Ze kreeg tevens met Ik hou van Holland een nieuw programma op de zaterdagavond. In oktober 2009, toen De Mol 25 jaar in het vak zat en Gooische Vrouwen stopte op het hoogtepunt, ontving ze de Gouden Televizier-Ring voor het bedenken en de hoofdrol in de populaire serie. In 2001 won ze de Zilveren Televisie-Ster voor populairste televisievrouw. Ook in 2011 en 2013 wist zij deze prijs in de wacht te slepen. Vanaf februari 2011 was De Mol samen met Jeroen van Koningsbrugge te zien in een nieuwe comedyserie genaamd Iedereen is gek op Jack en in 2012 startte de dramaserie Divorce waar ze een rol in speelde. In 2012 interviewde ze voor RTL 4 Prins Willem-Alexander en Prinses Máxima in het kader van hun 10-jarig jubileum van hun huwelijk en het Oranjefonds. Vanaf 2013 startten twee nieuwe programma's bij RTL 4 voor De Mol, Weet Ik Veel en Linda's Zomerweek. Van 2015 tot en met 2019 speelde De Mol een hoofdrol in haar zelfbedachte serie Familie Kruys. In 2017 en 2018 presenteerde ze het door haar bedachte programma Oh, wat een jaar!. Gedurende deze jaren was ze met haar succesprogramma's de belangrijkste presentatrice voor RTL 4.
Sinds 26 oktober 2015 heeft De Mol haar eigen online mediaplatform genaamd LINDA.TV, hier kunnen mensen zich gratis voor aanmelden. Op het platform staan nieuwsberichten en worden series voorgeproduceerd.
Op 16 januari 2019 werd bekend dat De Mol op 1 juli 2019 de overstap ging maken van RTL 4 naar Talpa Network en dat ze voor SBS6 aan de slag ging. Tevens werd bekend dat ze de programma's Miljoenenjacht en Ik hou van Holland meenam naar SBS6. De programma's Weet Ik Veel en Oh, wat een jaar! kon ze echter niet meenemen naar SBS6. Als alternatief voor Weet Ik Veel presenteerde De Mol in 2020 en 2021 op SBS6 Deze quiz is voor jou dat daar erg op lijkt, maar niet kon tippen aan de successcores uit haar tijd bij RTL 4. In februari 2019 werd De Mol benoemd tot creatief directeur van televisiezender Net5. Per eind maart 2021 legde ze die functie weer neer. In 2021 presenteerde ze voor SBS 6 het programma De Dating Quiz. Dit programma werd echter geen succes. 
Na het verbreken van haar relatie met haar partner Jeroen Rietbergen in januari 2022, naar aanleiding van zijn bekentenis van seksueel wangedrag bij The voice of Holland, legde De Mol haar werkzaamheden tijdelijk neer. Ze stond om dezelfde reden tijdelijk niet op de cover van haar maandblad LINDA en ze schreef hiervoor geen columns. Dit deed hoofdredacteur Karin Swerink voor haar gedurende haar afwezigheid. De aflevering van TV Monument over Linda de Mol die op 30 januari 2022 zou worden uitgezonden werd vervangen door de aflevering over Fidan Ekiz. De aflevering over Linda de Mol werd alsnog uitgezonden op 15 oktober 2022. Daarnaast presenteerde ze in het najaar van 2022 op Miljoenenjacht na geen programma's. Voor alle andere programma's die zij dat najaar zou presenteren kwamen andere presentatoren. Zo presenteerde Rob Kemps het zeventiende seizoen en de Oudejaarsspecial van 2022 van Ik hou van Holland en De quiz van het jaar, dat in 2021 voor het eerst werd uitgezonden en is gebaseerd op het door De Mol gepresenteerde Deze quiz is voor jou, werd gepresenteerd door Harm Edens.
In het najaar van 2024 kwam haar serie Gooische Vrouwen terug op zowel SBS 6 als de streamingdienst Videoland van RTL Nederland. Hierbij was ook afgesproken dat De Mol de nieuwe quiz Briljante Breinen niet op SBS 6 zou presenteren maar op RTL 4 omdat het programma beter aansluit bij de doelgroep van deze zender en waarschijnlijk meer kijkers zal trekken.

### Verdere informatie
In 2007 was Linda de Mol te gast in het VPRO-programma Zomergasten.
De Mol verdiende volgens het blad Quote in 2008 circa 1 miljoen euro per jaar. Zij was daarmee de best betaalde tv-presentatrice in Nederland.

### Persoonlijk
De Mol was tussen 1991 en 1995 getrouwd. Vanaf 1995 tot en met 2007 had ze een relatie met de regisseur Sander Vahle met wie ze een zoon en een dochter, Noa Vahle,  kreeg. Tussen 2007 en 2022 had De Mol – met een onderbreking – een relatie met toetsenist en componist Jeroen Rietbergen. Die relatie eindigde na vermeend seksueel misbruik door Rietbergen bij The Voice. Op 18 december 2024 werd bevestigd dat zij weer samen zijn.
In 2011 werd De Mol Officier in de Orde van Oranje-Nassau.
Haar broer John de Mol ontving vanaf oktober 2013 afpersingsbrieven, waarin Linda en haar kinderen bedreigd werden en een geldbedrag werd geëist. Een 70-jarige man uit Zeist werd hiervoor in december 2014 gearresteerd en heeft bekend.

## Prijzen
- 1989 - Belgische Diamond Award.
- 1990 - Firato Award (AVRO).
- 1990 - 'Gouden hart' van de stad Rotterdam.
- 1992 - Silberner Bravo Otto (van het Duitse tijdschrift Bravo) in de categorie televisiepresentator.
- 1992 - Goldene Kamera (een Duitse film- en televisieprijs).
- 1993 - Preis der beleidigten Zuschauer (een kritische Duitse prijs).
- 1993 - Bayerischer Fernsehpreis (een Duitse televisieprijs).
- 1993 - Bronze Kabel.
- 1993 - Silberner Bravo Otto (van het Duitse tijdschrift Bravo) in de categorie televisiepresentator.
- 1994 - TROS TV-ster voor 'Beste vrouwelijke presentator' en 'Beste TV-Show'.
- 1999 - Goldener Löwe (Duitse televisieprijs uitgereikt door RTL).
- 1999 - Bambi (een Duitse media- en televisieprijs).
- 2001 - Lifetime Achievement Award (TVBabes Awards).
- 2001 - Winnares van de Zilveren Televizier-Ster (als beste vrouwelijke televisiepersoonlijkheid). De andere genomineerden waren Caroline Tensen en Angela Groothuizen.
- 2009 - Winnares van de Gouden Televizier-Ring met het programma Gooische Vrouwen (na vier keer genomineerd te zijn).
- 2009 - Nederlander van het Jaar door de redactie van weekblad Elsevier.
- 2009 - Ze werd door het Broadcast Magazine uitgeroepen tot Omroepvrouw van het Jaar.
- 2011 - Ze werd uitgeroepen tot ultieme Nederlander door Veronica Magazine en tijdschrift en radiostation 100% NL.
- 2011 - Winnares van de Zilveren Televizier-Ster (als beste vrouwelijke televisiepersoonlijkheid). De andere genomineerden waren Wendy van Dijk en Chantal Janzen.
- 2011 - Door Opzij uitgeroepen tot machtigste mediavrouw.
- 2011 - Ze won een Mercur voor beste hoofdredacteur van het jaar met haar blad LINDA. Dit is een gedeelde prijs met Jildou van der Bijl.
- 2013 - Winnares van de Zilveren Televizier-Ster (als beste vrouwelijke televisiepersoonlijkheid). De andere genomineerden waren Wendy van Dijk en Chantal Janzen.
- 2015 - Winnares Rembrandt Award 'Beste Nederlandse actrice' voor haar rol in Gooische Vrouwen 2.[22]
- 2015 - De Gouden Televizier Oeuvre-Ring.[23]
- 2017 - De Oeuvre Award van De TV-Beelden.[24]
- 2017 - Majoor Bosshardt Prijs.[25]

## Filmografie

### Duitse programma's
- Traumhochzeit (1992–2000, start 19 januari 1992) (2008)
- Kollegen, Kollegen (1992, start: 15 september 1992)
- Surprise Show (1994, start 30 oktober 1994, met Kai Pflaume)
- Hausfieber (Homerun)
- Kinder für Kinder (UNESCO, 25 december 1993 + 13 november 1994)
- Die Prominenten Playback Show (16 september 1995 en 7 december 1996)
- Soundmix-Show (30 december 1995–31 maart 1996 en 4 januari 1997 – 1 februari 1997)
- Domino Day (1998–2002)
- Einer gegen 100 (2002, start: 12 januari 2002)
- Der MillionenDeal (2004, SAT.1, start: 1 mei 2004)
- Mr. Nanny - Ein Mann für Mama (film 2006)
- Traumhochzeit 2008 (mei 2008, ZDF)
- Kleine Lüge für die Liebe (film, september 2008)
- The Winner Is... (presentator, 2012)

## Discografie
In 1991 nam De Mol bij platenmaatschappij Dino Music een Nederlandstalig studioalbum op, getiteld Linda. Het album werd geproduceerd door Sander van Herk en Henk Temming van Het Goede Doel en bevatte twaalf nummers, voor het grootste deel geschreven door Temming en Paula Patricio. Ook Peter Groot Kormelink en Herman Grimme van Jazzpolitie schreven twee nummers voor De Mol. Er werden drie singles van het album uitgebracht, waarvan Beethoven (geschreven door Henk Temming en Henk Westbroek) een bescheiden hit werd in de Nederlandse hitlijsten.
In 1997 nam De Mol een duet op met de Amerikaanse acteur Jeff Trachta, maar deze single flopte.
| Album met eventuele hitnotering(en) in de Nederlandse Album Top 100 | Datum van verschijnen | Datum van binnenkomst | Hoogste positie | Aantal weken | Opmerkingen |
| ------------------------------------------------------------------- | --------------------- | --------------------- | --------------- | ------------ | ----------- |
| Linda                                                               | 1991                  | 28-09-1991            | 42              | 6            |             |

| Single met eventuele hitnotering(en) in de Nederlandse Top 40 | Datum van verschijnen | Datum van binnenkomst | Hoogste positie | Aantal weken | Opmerkingen                                  |
| ------------------------------------------------------------- | --------------------- | --------------------- | --------------- | ------------ | -------------------------------------------- |
| Beethoven                                                     | 1991                  | 20-07-1991            | 35              | 3            | Nr. 27 in de Single Top 100                  |
| Perfect harmony                                               | 1997                  | -                     |                 |              | met Jeff Trachta Nr. 93 in de Single Top 100 |